# Qingtongxia
Qingtongxiá (chino: 青铜峡,pinyin:Qīngtóngxiá literalmente, "Garganta de Bronce") es una ciudad municipal bajo la administración de Wuzhong en la provincia de Ningxia, en el norte de República Popular China. 

## Ubicación
Se encuentra a la izquierda (noroeste) a orillas del río Amarillo, un poco aguas arriba del  área principal de Wuzhong . Su área es de 1892 km², con una población total de 200,000 . Muchos residentes de Qingtongxia son musulmanes de la Etnia hui.
Qingtongxia represa el Río Amarillo. Siendo esta la que toma mejor provecho ya que se encuentra en un importante canal de riego.
formando una economía casi de la agricultura. 

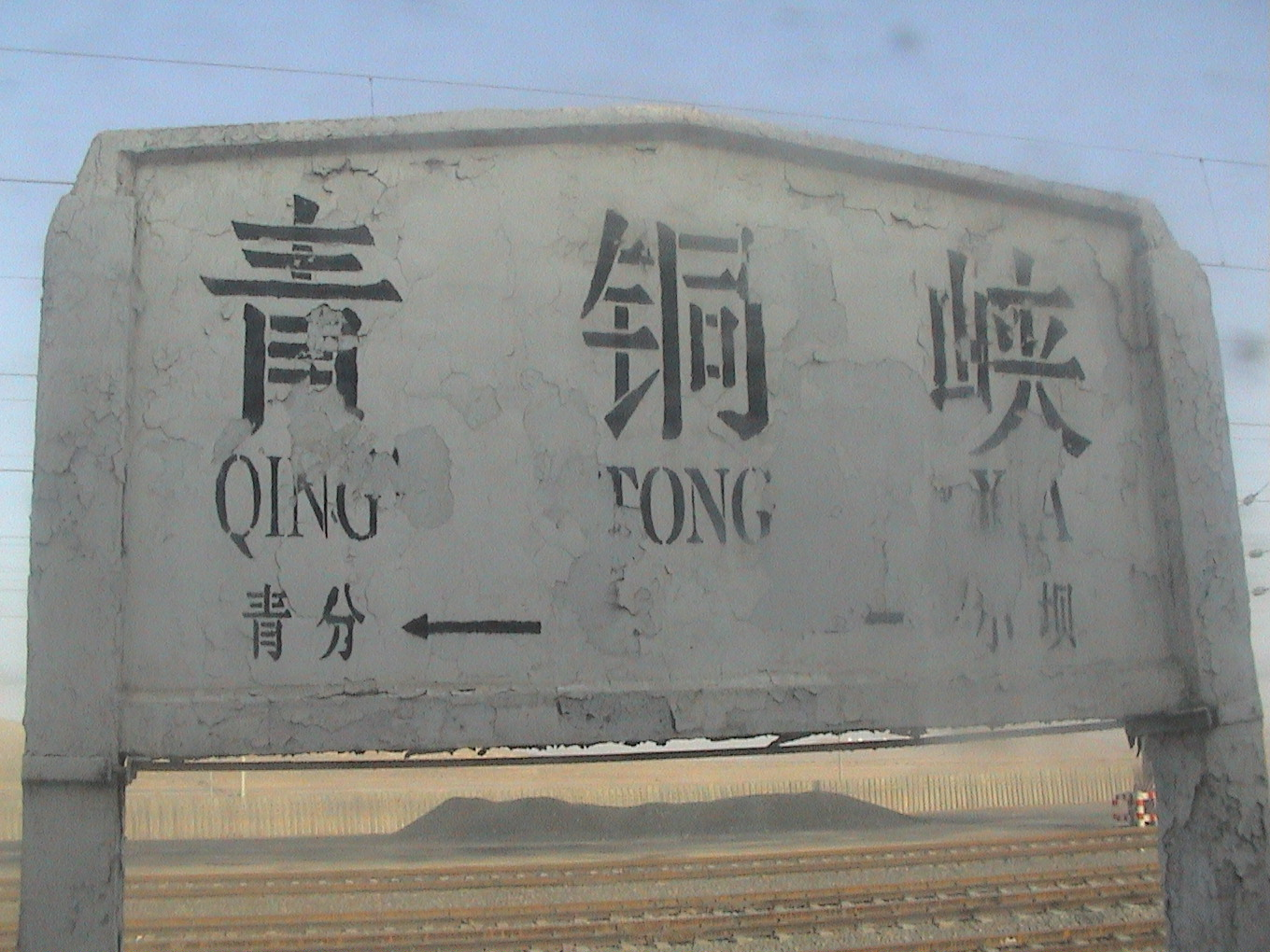
letrero de la ciudad